# Potentilla stenophylla
Potentilla stenophylla är en rosväxtart som först beskrevs av Adrien René Franchet, och fick sitt nu gällande namn av Friedrich Ludwig Diels. Potentilla stenophylla ingår i Fingerörtssläktet som ingår i familjen rosväxter.

## Underarter
Arten delas in i följande underarter:
- P. s. cristata
- P. s. emergens
- P. s. taliensis